# Francesco Trevisan
Francesco Trevisan (Venezia, 16 aprile 1658 – Verona, 13 dicembre 1732) è stato un vescovo cattolico italiano.

## Biografia
Era figlio dei patrizi Domenico Trevisan (ramo dal Scaglion) e di Elisabetta Tagliapietra.
Diciassettenne, fu nominato abate dell'abbazia di San Tommaso dei Borgognoni, della quale la famiglia deteneva lo giuspatronato. Proseguì la carriera ecclesiastica nella Curia Romana, dove rivestì vari incarichi soprattutto in ambito diplomatico, ma verso il 1690 dovette rientrare a Venezia per motivi di salute.
Il 21 luglio 1710 fu eletto vescovo di Ceneda, dove celebrò un sinodo diocesano e ne promulgò le costituzioni.
Il 25 luglio 1725 fu creato vescovo di Verona. Nel 1728 organizzò una visita pastorale, in gran parte eseguita dal nipote Pietro Maria Suarez, vescovo di Feltre.
Fu un collezionista di marmi antichi e altre opere d'arte, che lasciò ai numerosi nipoti, figli della sorella Soretta e di Giovanni Suarez.